# Šebkovice
Šebkovice es una localidad ubicada en el distrito de Třebíč, en la región de Vysočina, República Checa. Tiene una población estimada, a principios del año 2021, de 482 habitantes.
Está ubicada al sureste de la región, cerca de la orilla del río Jihlava (cuenca hidrográfica del Danubio), y de la frontera con Austria y la región de Moravia Meridional.